# Antidesma erostre
Antidesma erostre är en emblikaväxtart som beskrevs av Ferdinand von Mueller. Antidesma erostre ingår i släktet Antidesma och familjen emblikaväxter. Inga underarter finns listade i Catalogue of Life.